# Chikunja
Chikunja ist ein Verwaltungsbezirk (englisch Ward) des Distrikts Masasi in der tansanischen Region Mtwara.

## Geografie
Chikunja liegt im Südosten von Tansania etwa 10 Kilometer nördlich der Distrikthauptstadt Masasi. Der Bezirk grenzt im Osten an Chikukwe, im Südosten an Chanikanguo, im Süden an Mtandi, im Südwesten an Temeke und im Nordwesten an Lukuledi. Bei der Volkszählung 2022 lebten 6423 Menschen in 2129 Haushalten auf einer Fläche von 69 Quadratkilometern.

## Gliederung
Der Bezirk besteht aus fünf Gemeinden (Mtaa) mit 25 Orten (Kitongoji):
| Chikunja - Ghalani - Shuleni A - Shuleni B - Nanditi A - Nanditi B | Napata - Ofisini - Kilimani - Mkalinga - Mwongozo - Mkalinga Shuleni | Nasindi - Chang'ombe - Kijiweni - Makondeko - Muungano - Ofisini | Nasindi Mission - Nandembo - Mtoni - Shuleni - Mlimani - Maendeleo | Nanditi - Mituleni - Mwetia - Komoro - Mwiruka - Ikulu |

## Infrastruktur
- Bildung: Im Bezirk gibt es keine weiterführende Schule.[8] Im Jahr 2024 wurde der Bau einer weiterführenden Schule ausgeschrieben.[9]
- Gesundheit: In den Gemeinden Chikunja und Nasindi liegt je eine staatliche Apotheke.[10][11]
- Verkehr: Der Bezirk ist mit einer nicht asphaltierten Regionalstraße mit Masasi verbunden.[12]